# إكسبو الحج 2023
هو مؤتمر ومعرض خدمات الحج والعمرة لعام 2023 في المملكة العربية السعودية، مدينة جدة، تحت إشراف وزارة الحج والعمرة. ويهدف "اكسبو الحج" إلى إحداث نقلة نوعية، وتحقيق التميّز والريادة وفقاً لرؤية المملكة، واستقطاب قادة الفكر وصناع التغيير من باحثين ومبتكرين ورواد أعمال؛ واستعراض أحدث المشاريع والمبادرات التي أطلقتها المملكة العربية السعودية بهدف تجويد الخدمات المُقدمة لضيوف الرحمن.
يتميز اكسبو الحج لعام 2023 بأنه أكبر معرض دولي يقدم عدداً من الجلسات العلمية وورش العمل والدورات التدريبية، بالإضافة إلى المميزات والأنشطة المصاحبة.

## رابطة العالم الإسلامي
وهي شريك إستراتيجي في المؤتمر، وتتضمّن هذه الشراكة الاستراتيجية إطلاق النسخة الأحدث من "المتحف الدولي للسيرة النبوية والحضارة الإسلامية"، خلال الفعالية والتي تتضمن مضامين السيرة النبوية الشريفة، والحضارة الإسلامية، والسيرة العطرة في المشاهد المباركة للحج والعمرة، في سياق متكامل ينسجم مع رؤية المملكة 2030، بتعزيز الباعث الإيماني للحاج والمعتمر والزائر.

## الأنشطة والفعاليات[4]
- منطقة الإبتكارات والأبحاث
- معرض الشركات الناشئة
- هاكاثون تحدي الحج
- معرض المتحف الإسلامي

## الحضور
حظي مؤتمر ومعرض خدمات الحج والعمرة لعام 2023 بزيارة أكثر من 60 ألف زائر من جميع أنحاء العالم، ومشاركة أكثر من 200 شركة متخصصة في خدمات الحج والعمرة والعديد من الجهات الحكومية السعودية ذات العلاقة بخدمة الحجاج والمعتمرين